# Стругокрасњенски рејон
Стругокрасњенски рејон (рус. Струго-Красненский район) административно-територијална је јединица другог нивоа и општински рејон на северу Псковске области, односно на западу европског дела Руске Федерације.
Административни центар рејона је варошица Струги Красније. Према проценама националне статистичке службе Русије за 2015, на територији рејона је живело 11.030 становника или у просеку око 4,8 ст/км².

## Географија
Стругокрасњенски рејон смештен је у северном Псковске области. Обухвата територију површине 3.090,1 км², и по том параметру налази се на 5. месту међу 24 рејона у области. Граничи се са Пљушким рејоном на северу, на северозападу је Гдовски, на западу и југозападу Псковски, а на југу Порховски рејон. на западу су Сољчански и Шимски рејон Новгородске области.
Географијом рејона доминира благо заталасано моренско Лушко побрђе, максималне надморске висине од 204 метра (гора Кочебуж је уједно и највиша тачка северног дела Псковске области). Рејонска територија постепено се спушта идући ка истоку ка Прииљмењској депресији. Лушко побрђе представља развође између басена река Нарве (северни и западни део рејона) и Неве (источни и јужни делови). У басену Неве налази се река Ситња, лева притока Шелоња. Северни део рејона је у сливном подручју реке Пљусе, која је уједно најважнија притока Нарве (реке Куреја, Чјорнаја и Љута). Река Желча која извире у северозападном делу рејона, директно се улива у Чудско језеро. Западни и југозападни делови рејона припадају сливу Великаје, а најважнија река у том сливу је Пскова.
Језера су углавном мања и ледничког су порекла, а величином се издвајају Црно језеро (на крајњем северу рејона, површине 8,75 км²) и Шчирско језеро (површине 8,2 км²).
Рејонска територија је у знатној мери прекривена густим боровим шумама.

## Историја
Стругокрасњенски рејон успостављен је 1927. године као административна јединица тадашњег Лушког округа Лењинградске области. Од 1935. до 1940. административно је припадао Псковском пограничном округу. У садашњим границама рејон је од 1965. године, а пре тога рејонскиј територији је било присаједињено подручје Пљушког рејона (период 1963–1965. године).

## Демографија и административна подела
Према подацима са пописа становништва из 2010. на територији рејона је живело укупно 13.466 становника, док је према процени из 2015. ту живело 11.030 становника, или у просеку 4,8 ст/км². По броју становника Стругокрасњенски рејон се налази на 14. месту у области. Више од две трећине рејонске популације живи у једином градском насељу у рејону, варошици Струги Красније која је уједно и административни центар.
| 1959.  | 1970.  | 1979.  | 1989.  | 2002.  | 2010.  | 2015.   |
| ------ | ------ | ------ | ------ | ------ | ------ | ------- |
| 26.128 | 21.526 | 18.055 | 16.292 | 16.579 | 13.466 | 11.030* |

Напомена:* Према процени националне статистичке службе. 
Према подацима са пописа из 2010. на подручју рејона постоје укупно 173 насељена места међусобно подељени на три трећестепене општине (две руралне и једну урбану). Актуелна административна прекомпозиција рејона је од 30. марта 2015. године.

## Привреда и саобраћај
Најважније привредне активности на подручју рејона долазе од сече и обраде дрвета, углавном у мањим пиланама, те од пољопривредне производње (углавном месно-млечно сточарство и узгој кромпира).
Са североистока ка југозападу рејон пресеца деоница железничке магистрале Санкт Петербург—Псков, док нешто источније рејонску територију пресеца деоница међународног аутопута М20 од санкт Петербурга ка Кијеву.